# Incéd

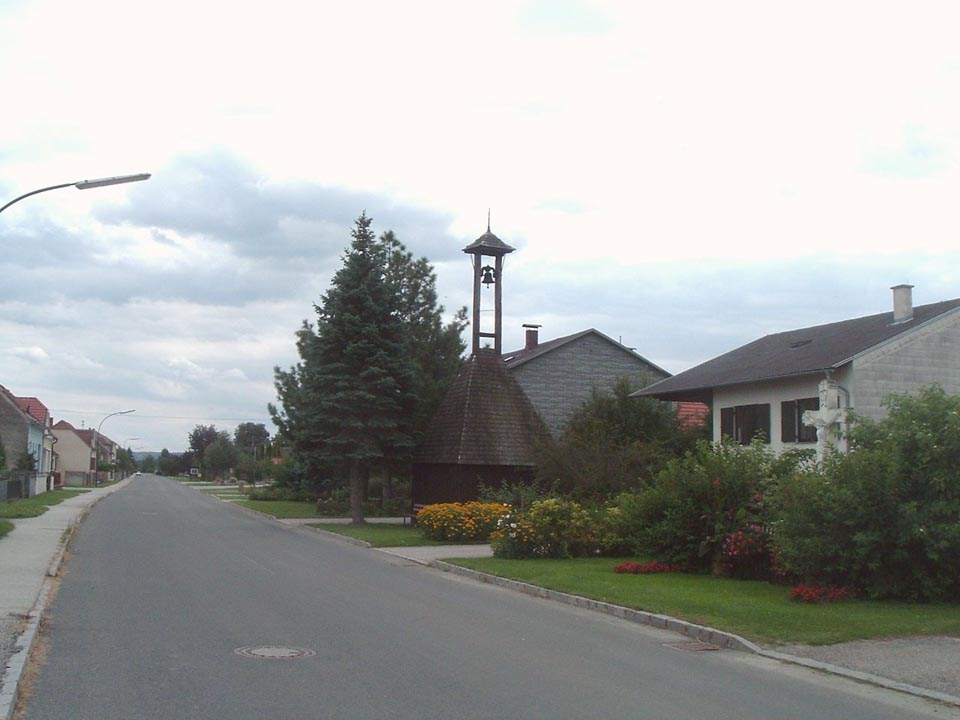
Incéd – utcarészlet a fa haranglábbal

Incéd (németül: Dürnbach, horvátul: Vincjet) Csajta településrésze, egykor önálló község Ausztriában Burgenland tartományban a Felsőőri járásban.

## Fekvése
Felsőőrtől 20 km-re keletre, Szombathelytől 18 km-re nyugatra fekszik. A B63-as autóút északról kerüli el a települést.

## Története
A települést 1244-ben "Inched" alakban említik először. 1273-ban "Inceed", 1374-ben "Poss. Inceed", 1446-ban "Inched", illetve "Inczeed", 1478-ban "Inczed", 1479-ben "Inczeeth al. nom. Dewrbach" néven szerepel a korabeli forrásokban. Részben Szalónak, részben Rohonc uradalmához tartozott. 1532-ben elpusztította a török, mely után horvátokkal telepítették be.
Vályi András szerint "INCZÉD. Elegyes horvát falu Vas Várm. földes Ura G. Batthyáni Uraság, lakosai katolikusok, fekszik Német Újvárhoz 3/4 mértföldnyire, földgye termékeny, földgye termékeny, réttyei jók, fája tűzre, és épűletre, szőleje, malma is van, piatza Rohonczon, és Kőszögön."
Fényes Elek szerint "Inczéd, horvát falu, Vas vmegyében, a Stajerországutban, 545 kath., 8 ágostai lak. Kath. paroch. szentegyház. Szőlőhegy. Jó rét és erdő. F. u. gr. Batthyáni Gusztáv. Ut. p. Kőszeg."
Vas vármegye monográfiája szerint "Inczéd horvát község, 128 házzal és 787 lakossal. Vallásuk r. kath. és kevés ág. ev. Postája van, távírója Csajta. R. kath. templomát a Batthyány grófok 1788-ban építtették."
1910-ben 835, túlnyomórészt horvát lakosa volt. 1921-ig Vas vármegye Kőszegi járásához tartozott. Ekkor a trianoni és saint germaini békeszerződések értelmében Ausztria része lett. 1971-ben közigazgatásilag Csajta községhez csatolták.
2005 októberében kezdődött a Felsőőr-Szombathely közötti B63-as autóút északi elkerülőjének építése, amelyet 2008. augusztus 11-én adták át a forgalomnak, tehermentesítve a községet az átmenő forgalomtól.

## Nevezetességei
A Nagyboldogasszony tiszteletére szentelt római katolikus plébániatemplomát 1781 és 1783 között építették az 1780-ban lebontott középkori Szent Péter és Pál templom helyett. Főoltárképét 1794-ben Dorfmeister István festette. A templom a felsőőrvidéki horvátok egyik legfőbb zarándokhelye.

## Külső hivatkozások
- Incéd a dél-burgenlandi települések honlapján
- Magyar katolikus lexikon